# Скиренко, Александра Владимировна
Александра Владимировна Скиренко (род. 6 мая 1998 года, Краснодарский край) — российская спортсменка, борец вольного стиля. Чемпионка России 2024. Финалистка чемпионата Европы 2021 до 23 лет. Мастер спорта по вольной борьбе.

## Биография
Александра уроженка города Гулькевичи Краснодарском края, Россия.

## Спортивная карьера

### Ранее годы
В кадетские годы, Скиренко завоевала золотую медаль на первенства Европы 2013 года в Черногории. На пути к золотой медали она победила Магде Блощицин (Польша), Улькар Бабаеву (Азербайджан), Рамону Эриксен (Норвегия) и в финале она одолела украинку Оксану Ливач. В мае 2014 года, Александра выступила на первенстве Европы в Болгарии и взяла второе место, позже, в июле, на первенстве мира в Словакии стала третьей. В августе 2015, на первенстве мира в Боснии выиграла бронзовую медаль. На первенстве Европы 2017 среди юниоров в Германии стала пятой, а на финском первенстве мира того же года стала лишь 12-й. В мае 2018 года, стала финалисткой первенства России среди юниорок в весе до 55 кг..

### Карьера во взрослой сборной
В декабре 2018 года Александра дебютировала на взрослом уровне, на кубке России в Чувашии она добыла бронзовую медаль. В 2019 году она попробовала свои силы на первом взрослом чемпионате страны в Улан-Удэ (Бурятия) и добилась бронзовой медали в весовой категории до 53 килограмм. В 2020 на чемпионате России снова повторила свой успех. В январе 2021 года Александра стала победительницей гран-при Иван Ярыгин. В мае, она финишировала второй на чемпионате Европы до 23 лет в Северной Македонии. В феврале 2022 года стала бронзовой медалисткой турнира Яшар Догу в Турции, в июне, она стала второй на чемпионате России. В августе 2023 года Александра пришла второй на Международном фестивале университетского спорта в Екатеринбурге. В ноябре 2023 года выиграла гран-при Александра Медведя в Республики Беларусь. В январе 2024 года выиграла бронзовую медаль на кубке Ивана Ярыгина в Красноярске. В мае 2024 года она впервые стала чемпионкой России в весе до 55 кг. В январе 2025 стала финалисткой кубка Ивана Ярыгина в Красноярске.

## Награды в вольной борьбе
- 2019, 2020, 2023 Чемпионат России — ;
- 2021 Гран-при Иван Ярыгин — ;
- 2021 Чемпионат Европы до 23 лет — ;
- 2022 Яшар Догу — ;
- 2022 Чемпионат России — ;
- 2022 Всероссийская Спартакиада — ;
- 2022 Лига Поддубного — ;
- 2023 Международный фестиваль университетского спорта — ;
- 2023 Гран-при Александр Медведь — ;
- 2024 Кубок Ивана Ярыгина — ;
- 2024 Чемпионат России — ;
- 2024 игры БРИКС — ;[20]
- 2025 Кубок Ивана Ярыгина — ;
- 2025 Гран-При Александр Медведь — ;[21]
- 2025 Чемпионат России — ;[22]